# Korcivka, Dzerjînsk
Korcivka (în ucraineană Корчівка) este un sat în comuna Vrublivka din raionul Dzerjînsk, regiunea Jîtomîr, Ucraina.

## Demografie
Componența lingvistică a localității Korcivka
     Ucraineană (98,38%)
     Alte limbi (1,35%)
Conform recensământului din 2001, majoritatea populației localității Korcivka era vorbitoare de ucraineană (98,38%), existând în minoritate și vorbitori de alte limbi.